# Леманн, Пауль
Пауль Леманн (нем. Paul Lehmann; 14 июля 1884, Брауншвейг, Германская империя — 4 января 1964, Мюнхен, ФРГ) — немецкий филолог, руководящий сотрудник Аненербе.

## Биография
Сын предпринимателя Густава Леманна и его жены Луизы Мейер. Посещал школу в родном городе, после окончания которой поступил в Гёттингенский университет, где стал изучать историю, однако вскоре перевёлся Мюнхенский университет, изучал латинскую филологию. В 1908 г. защитил кандидатскую, в 1911 г. - докторскую диссертации. Ещё в студенческие годы начал создавать каталог средневековых библиотек и не прекращал этого занятия до конца жизни.
С 1917 г. профессор латинской филологии, заведующий кафедрой средневековой латинской филологии Мюнхенского университета, экстраординарный член Баварской академии наук. Участвовал в составлении германо-латинских словарей. Членкор Американской академии медиевистики (1926). С 1932 г. действительный член Баварской академии наук. В годы национал-социализма c февраля 1942 г. возглавлял учебно-исследовательский отдел средневекового латинского языка Аненербе. Занимался исследованиями в области латинской палеографии и изучения средневековых рукописей. Является первооткрывателем ряда неизвестных авторов и целых областей средневековой литературы на латыни.
С 1953 г. работал в главной дирекции исследовательского института Monumenta Germaniae Historica.
От брака с Гертрудой Фирэк имел двух дочерей.

## Сочинения
- Vorlesungen und Abhandlungen. Bd. 1. Zur Paläographie und Handschriftenkunde 1. Aufl. 1909.
- Vorlesungen und Abhandlungen. Bd. 2. Einleitung in die lateinische Philologie des Mittelalters. 1. Aufl. 1911.
- Mittelalterliche Bibliothekskataloge / Deutschland und die Schweiz / Bd. 1. Die Bistümer Konstanz und Chur. 1. Ausg. [von] 1918.
- Mittelalterliche Bibliothekskataloge / Deutschland und die Schweiz / Bd. 2. Bistum Mainz. 1. Ausg. [von] 1928.
- Skandinavische Reisefrüchte (1935/39).
- Die Admonitio S. Basilii ad filium spiritualem. München : Verl. d. Bayer. Akad. d. Wiss., 1955.
- Eine historisch-terminologische Wanderung durch die Universität München und ihre Ahnen Landshut und Ingolstadt. München : Verl. d. Bayer. Akad. d. Wiss., 1957.
- Deutschland und die mittelalterliche Oberlieferung der Antike, in: Erforschung d. MA, Bd. 3 (1960)
- Merkwürdigkeiten des Abtes Johannes Trithemius. München : Verl. d. Bayer. Akademie d. Wissenschaften, 1961.
- Die Parodie im Mittelalter. Stuttgart : Hiersemann, 1963, 2., neu bearb. u. erg. Aufl.
- Beiträge zur mittelalterlichen Bibliotheks- und Überlieferungsgeschichte. München : Verl. d. Bayer. Akademie d. Wissenschaften, 1964.
- Pseudo-antike Literatur des Mittelalters. 1. Aufl. Leipzig-Berlin, 1927; 2. Aufl. Darmstadt : Wissenschaftl. Buchgesellschaft, 1964.
- Forscher-Erinnerungen. St. Ottilien : EOS-Verl., [1965].